# Commiphora kraeuseliana
Commiphora kraeuseliana là một loài thực vật có hoa trong họ Burseraceae. Loài này được Heine mô tả khoa học đầu tiên năm 1956.